# 艾沃克龍屬
艾沃克龍屬（學名：Alwalkeria）是原始蜥臀目恐龍的一屬，生活於三疊紀晚期的印度。牠是小型的雙足雜食性恐龍。

## 命名
艾沃克龍原先於1987年由薩克·查特吉（Sankar Chatterjee）命名為馬勒爾艾沃克龍（Walkeria maleriensis），屬名為紀念著名的英國古生物學家艾力克·沃克（Alick Walker），種名是以化石發現地的印度馬勒爾組（Maleri Formation）為名。但是，這個的原本屬名是由一種苔蘚動物門生物所擁有。在1994年，查吉特及本·卡斯勒（Ben Creisler）為牠改了新屬名（Alwalkeria），並沿用至今。

## 化石
艾沃克龍的化石是發現於印度安得拉邦的馬勒爾組，這個地層是屬於晚三疊紀的地層。這個地層中也發現原蜥腳下目化石，但不確定是什麼屬，艾沃克龍是其中唯一被命名的恐龍。已知的唯一標本是不完全的化石，包含部分左上頜骨、左右齒骨的前端、28節不完整的脊椎、大部份股骨、及一個距骨。那個不完整的頭顱骨約為4公分長。
雖然艾沃克龍的化石有限，但牙齒的形狀及間隔很像始盜龍。在始盜龍中，前上頜骨牙齒及上頜骨牙齒之間有一道空隙。其他在頭顱骨上的相似性，使得將牠們在形態學上有所關連。

## 分類
艾沃克龍並沒有被分支系統學分析過，由於牠與始盜龍的相似性，牠們被估計在演化樹上有相近位置。但是始盜龍的位置卻倍受質疑。有研究指牠應該是蜥臀目之中、或獸腳亞目與蜥腳形亞目開始分開演化前的原始恐龍。保羅·塞利諾（Paul Sereno）認為始盜龍是種原始獸腳亞目恐龍。其他研究則將始盜龍完全分類在恐龍總目之外。
艾沃克龍的上頜有著異型齒的齒列，這顯示不同位置的牙齒的形狀不同。前段牙齒是細長及筆直的，與始盜龍及原始蜥腳形亞目恐龍相似；而兩旁的牙齒，雖然沒有鋸齒，但就像肉食性的獸腳亞目，是向後彎曲。這個牙齒的排列明顯地並不是純草食性或純肉食性動物，所以牠被推測是雜食性動物，會吃昆蟲、小型的脊椎動物及植物等不同食物。
在原始恐龍中，艾沃克龍有幾種獨有特徵。除了沒有鋸齒的牙齒，牠的下頜聯合處也較其他恐龍寬。再者，牠在腓骨及腳跟處有著非常大的關節。